# Muelle de los Bueyes
Muelle de los Bueyes est une municipalité nicaraguayenne de la région autonome de la Côte caraïbe sud.